# Химна Јужног Судана
Химна Јужног Судана зове се „South Sudan Oyee!“ („Јужни Судан, оле!“). Усвојена је од стране Државног комитета за химну након такмичења које је расписано у августу 2010. године. Радни назив био је „Земља Куша“. Музику су компоновали студенти и професори Универзитета у Џуби.

## Текст
South Sudan Oyee!-
Oh God,
We praise and glorify You
for Your grace on South Sudan,
Land of great abundance
uphold us united in peace and harmony.
Oh motherland,
we rise raising flag with the guiding star
and sing songs of freedom with joy,
for justice, liberty and prosperity
shall forever more reign.
Oh great patriots,
let us stand up in silence and respect,
saluting our martyrs whose blood
cemented our national foundation,
we vow to protect our Nation
Oh God, bless South Sudan.